# Johann Christoph Blumhardt

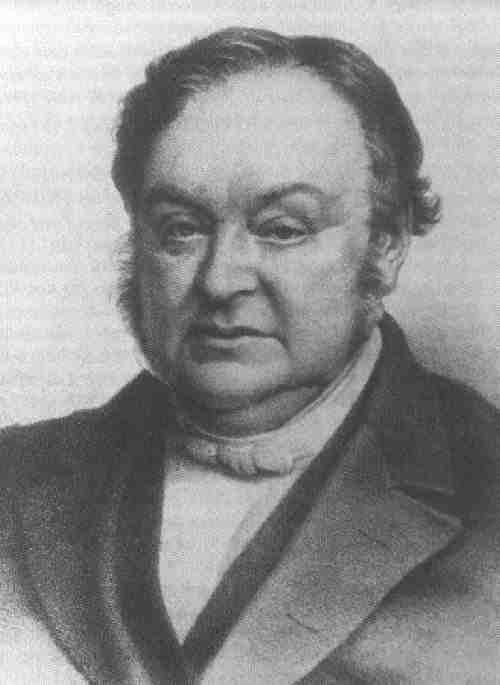
Johann Christoph Blumhardt

Johann Christoph Blumhardt (Stuttgart, 16 juli 1805 – Bad Boll, 25 februari 1880) was een Duits luthers predikant.  Hij was sterk beïnvloed door het Württembergse piëtisme. Als predikant te Möttlingen (vanaf 1838) wist hij na veel gebed en worsteling een geestesziek meisje (Gottliebin Dittus) te genezen in Jezus’ naam. Dit beschouwde hij als een doorbraak van het Koninkrijk van God. Zijn leus werd: Jesus ist Sieger (Jezus is overwinnaar). Een opwekking met ettelijke genezingen kwam hieruit voort. Het versterkte Blumhardts overtuiging dat Gods liefde in Christus de genezing van de hele mens en mensheid bedoelt en dat de desbetreffende Bijbelse beloften niet vergeestelijkt moeten worden. In 1854 verhuisde Blumhardt naar Bad Boll, dat het centrum van de beweging werd.
Zijn zoon Christoph Blumhardt (1842-1919) trad als gebedsgenezer in het voetspoor van zijn vader. Hij was de eerste predikant in Duitsland die voor de SPD zitting had in een parlement.
- Bibsys: 90668112
- Bibliothèque nationale de France: cb121560185 (data)
- Catàleg d'autoritats de noms i títols de Catalunya: 981058518053606706
- CiNii: DA06859487
- Gemeinsame Normdatei: 118512080
- International Standard Name Identifier: 0000 0000 8143 0993
- Library of Congress Control Number: n79138697
- Nationale Bibliotheek van Letland: 000058146
- Bibliotheek van het Japanse parlement: 00433618
- Nationale Bibliotheek van Tsjechië: skuk0001743
- Nationale bibliotheek van Australië: 35019666
- Nationale Bibliotheek van Israël: 987007258981905171
- Nederlandse Thesaurus van Auteursnamen: 068418310
- Réseau des bibliothèques de Suisse occidentale: 02-A003015852
- Système universitaire de documentation: 030070171
- Trove: 793978
- Virtual International Authority File: 64044931
- WorldCat: E39PBJrgHkmqcdMfTVgcGfVwG3